# Андронов Іван Леонідович
Іван Леонідович Андронов (16 квітня 1960, Одеса) — український астроном, доктор фізико-математичних наук, професор кафедри астрономії, завідувач кафедри математики, фізики та астрономії Одеського національного морського університету, дійсний член Академії наук вищої школи України.

## Біографія
У 15 років поступив на фізичний факультет Одеського університету (відділення астрономії). 1980 з відзнакою його закінчив.
Став останнім аспірантом професора Володимира Цесевича і продовжувачем його наукової школи з дослідження змінних зірок. Кандидатську дисертацію «Дослідження впливу магнітного поля на акреції в тісних подвійних системах» захистив в 1984 р. в Ленінградському державному університеті на механіко-математичному факультеті; голова ради — академік АН СРСР В. В. Соболєв.
Докторську дисертацію «Будова і еволюція тісних подвійних систем» захистив у 1995 р. у Головній астрономічній обсерваторії НАН України; науковий консультант — Ю. М. Гнедін ГАО РАН, голова ради — академік НАНУ Яцків Я. С.
У 1996—2006 — професор кафедри астрономії фізичного факультету Одеського національного університету імені І. І. Мечникова.
У 2006—2008 рр. обіймав посаду декана на факультеті довишівської підготовки молоді Одеського національного морського університету.
У 2007—2016 рр. завідувач кафедри вищої і прикладної математики Одеського національного морського університету.
3 1.9.2016 завідувач кафедри математики, фізики та астрономії Одеського національного морського університету.

## Наукова діяльність
Основні напрямки наукової діяльності: теоретичне моделювання переносу речовини в зоряних системах з надсильними магнітними полями; дослідження взаємодіючих подвійних зір, а також пульсуючих і катаклізмічних зір різних типів; математичні методи аналізу багатокомпонентних одновимірних і багатовимірних сигналів.
Автор ряду теоретичних моделей: «магнітного клапана», «похитуючогося диполя», «асинхронного пропелера», «райдужної асиметричної нестаціонарної похилої акреційної колони», «синхронізації і циркуляризації еліптичних орбіт гравімагнітних ротаторів» в зорях типу AM Геркулеса, «тригерного перемикання стану акреції в катаклізмічних системах з третім тілом», «еволюції обертання і внутрішньої будови акрецуючих політроп», «екстремальних прямих імпакторів».
Відкрив двокомпонентну структуру дробового шуму в систем AM Her за рентгенівськими спостереженнями з супутника CHANDRA, яку пояснив магнітно-гідродинамічною нестабільністю акреційної колони.
Розробив експертну систему параметричних і непараметричних методів аналізу часових рядів, що включає визначення характеристик періодичних, мульти-гармонійних, мульти-періодичних, циклічних і випадкових процесів. Удосконалив методи вейвлет, шкалограммного аналізу з урахуванням нерівномірності рядів. Розробив теорію автокореляційного аналізу сигналів з урахуванням обмеженості ряду і віднімання тренду довільного виду. Деякі з розроблених методів аналізу часових рядів реалізовані у програмі MCV. Автор текстового редактора Bred2i, чемпіона за кількістю завантажень на сайті Софтодром у 2002—2008.
Дані методи використані для дослідження 1900 змінних зірок різних типів в тому числі і за результатами спостережень на космічних обсерваторіях IUE, Hubble, Hipparcos, Chandra, XMM-Newton. Координатор міжнародної спостережної програми «Багатодовготна астрономія», учасник національних проєктів «Українська віртуальна обсерваторія» та «Астроінформатика».
Автор понад 400 наукових праць, що опубліковані у престижних виданнях і входять до науково-метричних баз, 80 популярно-профорієнтаційних публікацій, двох навчальних і 21 методичного посібника. Підготував до публікації монографію «Математичне моделювання астрономічних сигналів».

## Педагогічна діяльність
Під науковим керівництвом вченого захищено 8 кандидатських дисертацій (Л. С. Кудашкіна (1997), С. В. Колесніков, В. І. Марсакова, О. В. Халевін (2000), О. В. Бакланов (2005), В. В. Бреус (2013), Л. Л. Чінарова (2014), М. Г. Ткаченко (2017)). Науковий консультант докторської (Д. М. Дойков (2021)). Серед учнів професора І. Л. Андронова — 3 соросівських молодих вчених, 7 стипендіатів Кабінету міністрів України, 5 лауреатів премії молодих вчених Української астрономічної асоціації. Лауреат премії Канадського астрономічного товариства.

## Громадська діяльність
З 1982 р. брав участь в організації щорічних наукових конференцій на базі ОНУ ім. І. І. Мечникова. Входив до складу наукових оргкомітетів міжнародних наукових конференцій за межами Одеси (4-7 кожного року).
Член міжнародних наукових та науково-просвітницьких товариств: International Astronomical Union, European Astronomical Society (член-засновник), Astronomia Nova, Euroscience, Euro-Asian Astronomical Society, The European Association for Astronomy Education, Internacia Scienca Asocio Esperantista. Віце-президент Українського товариства любителів астрономії, голова Української асоціації спостерігачів змінних зірок (UAVSO), член Комісії за освітою Української астрономічної асоціації. У 2001—2002 рр. — Член експертної ради ВАК України. З 1988 року очолює астрономічне відділення Малої академії наук. Член експертної Ради МОНУ з напряму «Ядерна фізика, радіофізика та астрономія» (2008—2010, 2015-).
Член редколегій фахових журналів «Journal of Astronomy and Space Sciences» (Корея, KASI), «Open European Journal on Variable Stars» (Чехія), «American Journal of Theoretical and Applied Statistics», «Prace Naukowe Akademii im. Jana Długosza w Częstochowie. Fizyka» (Польща), «Кінематика і фізика небесних тіл» (ГАО НАН України), «Журнал фізичних досліджень» (м. Львів), «Odessa Astronomical Publications»  (відповідальнийсекретар редколегії журналу у 1992—2006 р.), «Advances in Astronomy and Space Physics» (КНУ), "«Вісник Одеського національного морського університету», «Проблеми транспорту» (ОНМУ). Член редакційної колегії «Одеського астрономічного календаря» і науково-популярних журналів «Наше небо» та «Вселенная, пространство, время».

## Визнання
Лауреат премії імені В. П. Цесевича, гранту Фонду Сороса, премії молодих вчених Євразійського астрономічного товариства, премії ім. М. П. Барабашова Національної академії наук України. Відзначений Почесною грамотою Міністерства освіти «За багаторічну і плідну роботу з підготовки і виховання юних науковців». «Відмінник Освіти» України, нагороджений нагрудним знаком «За підготовку наукової зміни» Національної академії наук України, лауреат «нагороди Ярослава Мудрого» Академії наук Вищої Школи України. Багаторазово отримував закордонні гранти на проведення спільних досліджень, стажування та участь у міжнародних конференціях із запрошеними доповідями.
У 2004 році рішенням Міжнародного астрономічного союзу малій планеті 11003, відкритій М. С. Черних, присвоєно ім'я «11003 Andronov».